# Lijst van residenten op de Molukken
Dit is een lijst van residenten op de Molukken tijdens de Nederlandse kolonisatie.
Nederlands-Indië werd tot 1942 ingedeeld in verscheidene residenties met aan het hoofd een resident. In onderstaande opsomming worden de verschillende residenties en hun residenten door de jaren heen genoemd. Sommige residenties zijn door de jaren heen verdwenen of juist ontstaan, dit zal bij de residentie worden vermeld. De ontslagdata kloppen niet helemaal, het duurde toen enige weken voordat er een nieuwe resident werd aangesteld.

## Boero
| resident van Boero                         | van  | tot  |
| ------------------------------------------ | ---- | ---- |
| C. Keller                                  | 1823 | 1824 |
| 1824 gedegradeerd tot assistent-residentie |      |      |

## Haroeka
| resident van Haroeka                       | van  | tot  |
| ------------------------------------------ | ---- | ---- |
| J.H. Bruggraaf                             | 1817 | 1817 |
| ? Uitenbroek                               | 1817 | 1818 |
| J. Ceberg                                  | 1818 | 1824 |
| 1824 gedegradeerd tot assistent-residentie |      |      |

## Hila
| resident van Hila                          | van  | tot  |
| ------------------------------------------ | ---- | ---- |
| J.H. Bruggraaf                             | 1817 | 1817 |
| ? Uitenbroek                               | 1817 | 1820 |
| M.P.J.H. Reijke                            | 1820 | 1823 |
| J.P.A. Martheze                            | 1823 | 1824 |
| 1824 gedegradeerd tot assistent-residentie |      |      |

## Soeparoea
| resident van Soeparoea                     | van  | tot  |
| ------------------------------------------ | ---- | ---- |
| J. van den Berg                            | 1817 | 1817 |
| j. Hulst van Hoorn                         | 1817 | 1818 |
| K. Smidt de Haardt                         | 1818 | 1823 |
| L.S. de Haardt                             | 1823 | 1824 |
| J. van der Eb                              | 1824 | 1825 |
| 1825 gedegradeerd tot assistent-residentie |      |      |

## Ternate
| resident van Ternate                            | van              | tot              |
| ----------------------------------------------- | ---------------- | ---------------- |
| J. Hulst van Hoorn                              | 1817             | 1818             |
| J.A. Neijs                                      | 1818             | 1829             |
| J.H.J. Moorrees                                 | 1829             | 1834             |
| A.J. van Olphen                                 | 1834             | 1838             |
| D.F.H. Helbach                                  | 1838             | 1846             |
| C.M. Visser                                     | 1846             | 1850             |
| C. Sluijter                                     | 1850             | 1851             |
| W.L. van Guericke                               | 1851             | 1852             |
| C.F. Goldman                                    | 1852             | 1855             |
| J.L. de Dien Stierling                          | 1855             | 1856             |
| J.H. Tobias                                     | 1856             | 1857             |
| C. Bosscher                                     | 1857             | 1859             |
| C.J. Bosch                                      | 1859             | 1861             |
| J. Blok                                         | 1861             | 20 februari 1863 |
| P. van der Crab                                 | 20 februari 1863 | 6 december 1866  |
| M.H.W. Nieuwenhuijs                             | 6 december 1866  | 9 februari 1869  |
| D. Boes Lutjens                                 | 9 februari 1869  | 14 juli 1870     |
| F. Schenck                                      | 14 juli 1870     | 19 mei 1873      |
| Samuel Corneille Jean Wilhelm van Musschenbroek | 19 mei 1873      | 13 maart 1875    |
| A.J. Langeveldt van Hemert                      | 13 maart 1875    | 3 oktober 1876   |
| P.F. Laging Tobias                              | 3 oktober 1876   | 30 maart 1879    |
| Owen Mauritz de Munnick                         | 30 maart 1879    | 20 februari 1881 |
| Th.G.V. Boreel                                  | 20 februari 1881 | 6 november 1882  |
| D.F. van Braam Morris                           | 6 november 1882  | 13 december 1884 |
| F.S.A. de Clercq                                | 13 december 1884 | 2 september 1888 |
| J. Bensbach                                     | 2 september 1888 | 23 januari 1894  |
| J. van Oldenborgh                               | 23 januari 1894  | 9 mei 1895       |
| D.W. Horst                                      | 9 mei 1895       | 19 augustus 1903 |
| K.H.F. Roos                                     | 19 augustus 1903 | 10 april 1909    |
| E.J. Gerrits                                    | 10 april 1909    | 23 juli 1912     |
| Ch.L.J. Palmer van den Broek                    | 23 juli 1912     | 12 augustus 1915 |
| E.Verbeke                                       | 12 augustus 1915 | 7 februari 1917  |
| K.A. James                                      | 7 februari 1917  | 19 oktober 1918  |
| L. Tip                                          | 19 oktober 1918  | 1923             |
| 1923-1926 een assistent-residentie              |                  |                  |
| W.A. Hovenkamp                                  | 13 juli 1926     | mei 1931         |
| C.Chr. Ouwerling                                | mei 1931         | 30 november 1932 |
| W. Bakker                                       | 30 november 1932 | 1934             |
| 1934 gedegradeerd tot assistent-residentie      |                  |                  |

## Banda
| resident van Banda                         | van             | tot             |
| ------------------------------------------ | --------------- | --------------- |
| J. Neijs                                   | 1817            | 1818            |
| C.M. Baumhauer                             | 1818            | 1820            |
| J.H. van Schuler                           | 1820            | 1822            |
| P.C. Camphuizen                            | 1822            | 1828            |
| R.M. Schabbing                             | 1828            | 1832            |
| B.J.A.W. Brilman                           | 1832            | 1838            |
| M.C. Lans                                  | 1838            | 1840            |
| J. Verschuir                               | 1840            | 1841            |
| J.L.B. Engelhard                           | 1841            | 1842            |
| B. Velsink                                 | 1842            | 1846            |
| W.L. van Guerick                           | 1846            | 1851            |
| C. Sluijter                                | 1851            | 1853            |
| A.L. Andriesse                             | 1853            | 1857            |
| H.D.A. van der Goes                        | 1857            | 4 november 1864 |
| M.H.W. Nieuwenhuijs                        | 4 november 1864 | 6 december 1866 |
| 1866 gedegradeerd tot assistent-residentie |                 |                 |

## Amboina
| resident van Amboina            | van              | tot              |
| ------------------------------- | ---------------- | ---------------- |
| P. van der Crab                 | 6 december 1866  | 30 januari 1869  |
| M.H.W. Nieuwenhuijs             | 30 januari 1869  | 5 juni 1870      |
| D. Boes Lutjens jr.             | 5 juni 1870      | 22 februari 1875 |
| F.J.H. van Deinse               | 22 februari 1875 | 28 januari 1879  |
| Gerard Jan van Tuuk             | 28 januari 1879  | 25 april 1880    |
| J.G.F. Riedel                   | 25 april 1880    | 25 juni 1883     |
| D. Heijting                     | 25 juni 1883     | 5 juli 1891      |
| G.W.W.C. baron van Hoevell      | 5 juli 1891      | 14 mei 1896      |
| J. van Oldenborgh               | 14 mei 1896      | 11 maart 1900    |
| E. van Assen                    | 11 maart 1900    | 5 augustus 1905  |
| A.J. baron Quarles de Quarles   | 5 augustus 1905  | 28 mei 1908      |
| G. Sieburgh                     | 28 mei 1908      | 3 augustus 1910  |
| H.J.A. Raedt van Oldenbarnevelt | 3 augustus 1910  | 12 juni 1915     |
| W.D. van Drunen Littel          | 12 juni 1915     | 15 augustus 1918 |
| N.J. van den Brandhof           | 15 augustus 1918 | 27 mei 1921      |
| L.H.W. van Sandick              | 27 mei 1921      | 8 april 1926     |
| D.G. Hooijer                    | 8 april 1926     | 16 januari 1929  |
| Ch.Chr. Ouwerling               | 16 januari 1929  | 22 juli 1930     |
| J.H.G. Boissevain               | 22 juli 1930     | 1934             |

## Molukken
| resident van de Molukken | van          | tot               |
| ------------------------ | ------------ | ----------------- |
| B.J. Haga                | 13 mei 1934  | 9 mei 1938        |
| Hermen Jan Jansen        | 9 maart 1938 | Japanse bezetting |